# 冯小刚
冯小刚（1958年3月18日—），籍贯湖南湘潭，出生于北京，中国大陸演员、导演、编剧。妻子是演员徐帆。冯小刚以北方京味儿喜剧著称，其作品开创了中国贺岁片市场。

## 生平

### 早年
冯小刚的父亲名叫冯飞，字孔修，出生于1921年6月，是湖南省湘潭县盐埠村人，曾在国立西南联合大学就读，第二次国共内战期间在傅作义的部队中任军官，后向中国共产党投诚。1950年，冯飞毕业于北京大学西语系，之后在北京市的多所高校任教。冯小刚的母亲在北京市的一家印刷厂当保健医生。冯飞与妻子的孩子中，长大成人的有一儿一女，即冯小刚和他的姐姐冯小军。冯小刚出生于北京西城东冠英胡同。一岁多时，他的父母离婚，冯小刚同母亲、姐姐搬出东冠英胡同，搬到车公庄大街北里他母亲的工作单位附近，在中共北京市委党校大院生活。据冯飞说，离婚的原因是他被划为右派。

### 入伍
高中毕业后，冯小刚参军，在北京军区文工团做舞美设计工作。他在1977年就进入位于北京昌平南口的38军坦克六师宣传队工作。由于当时已经错过了1977年的征兵，他借穿军服出入部队营区工作。1978年，他正式入伍。据冯小刚自传的说法，他入伍时是美术组学员，三年后晋升23级干部；由于爱上了话剧组一名老军人的女儿，1984年中央军委百万大裁军时他被列入了退伍名单。。部队文工团的七年生活，日后成为他拍摄电影《芳华》（早年构思时拟定的名字为《歌声离我远去》）的动机。

### 退伍
确定退伍后，冯小刚起初被分配到北京西直门粮食仓库宣传科。冯小刚不愿意，没有就任。随后，部队给他提供了两个选项，一是去河北廊坊的中国人民武装警察部队学院电教科当参谋继续服役，二是转业为北京城建开发总公司工会干事。冯小刚选择了后者。1985年，他调入北京电视艺术中心成为美工师。

### 1990年代
1992年，冯小刚与郑晓龙合作写了电影剧本《大撒把》，搬上银幕后，获得第十三届中国电影金鸡奖最佳故事片、最佳编剧等五项提名。1994年，他干起导演，处女作是《永失我爱》，这也是一部城市题材的影片，同時还兼做美工。1994年，他参与郑晓龙导演《北京人在纽约》，1997年推出电视剧《月亮背面》。
隨后几年，连续推出贺岁电影《甲方乙方》、《不见不散》、《没完没了》，票房成绩不俗。他的《一声叹息》在圈里圈外更是掀起了很大的波澜。《大腕》則是很具戲謔風格黑色喜劇，有港片的嘲諷風格。成功冯氏喜剧也是在这几年被人熟知，而冯小刚之所以能够成为又一个大片导演，則是因为他导演的这些贺岁片。与张艺谋、陈凯歌这些被著名电影奖项肯定过的导演相比，冯小刚是以普通观众的口碑建立起自己的电影风格，也是唯一一直在商业领域打滚的导演，在中國大陸電影賀歲檔市場擁有鞏固的觀眾群。

### 2000年代
2003年执导《手机》成为年度国产片票房冠军，让范冰冰成为影坛新星。
2004年执导电影《天下无贼》，影片改编自赵本夫的同名小说，由刘德华、刘若英、葛优、王宝强、李冰冰等主演，国内票房取得1.2亿元人民币，在当年仅次于《功夫》和《十面埋伏》。冯小刚获得金马奖最佳改编剧本；刘若英凭借此片先后获得金紫荆奖最佳女主角，百花奖最佳女演员；饰演重要灵魂人物的王宝强藉此成为当年新晋红人。
2006年首次执导古装电影《夜宴》，影片脱胎于莎士比亚的名作《哈姆雷特》，时代背景改为中国五代十国时期，由章子怡、葛优、吴彦祖、周迅等主演，国内票房1.3亿元人民币。周迅凭借此片获得香港电影金像奖最佳女配角。
2007年執導的战争片《集結號》在12月上映，與陳可辛的古装战争巨制《投名狀》展開直接市场較量，但《集結號》仍取得2.6億人民幣票房成績，默默无闻的张涵予更因此成为知名演员。获得第28届香港电影金像奖最佳亚洲电影，以及金鸡奖最佳故事片和最佳导演奖。
2008年12月18日，电影《非诚勿扰》回归京味冯式喜剧，葛优、舒淇联袂主演，堪称是年度最具亲和力和感染力的国产电影，在上映19天后，影片迅速突破3亿人民幣票房，冯小刚个人作品的票房总和已经达到10.32億人民幣。

### 2010年代
2010年，冯小刚先后推出《唐山大地震》、《非诚勿扰2》，其中暑期档上映的《唐山大地震》改编自华裔女作家张翎的小说《馀震》，是第一部华语IMAX电影，国内总票房创纪录达到6.6亿元人民币（后来被《让子弹飞》和《画皮2》超越）。贺岁档上映的《非诚勿扰2》票房超越第一部，接近5亿元人民币。
2011年初，开始筹备电影《一九四二》，于2012年11月29日在中国大陆上映。获得第32届香港电影金像奖最佳两岸华语电影，以及第3届北京国际电影节最佳影片。
2013年7月21日，冯小刚被正式任命为2014年央视春晚总导演。同年个人随笔集《不省心》出版，12月其执导的喜剧片《私人订制》上映，尽管影片得到许多批评仍取得7.17亿的佳绩创造其票房新高。
2014年6月7日，位于海口的观澜湖华谊兄弟冯小刚「电影公社」正式开业，项目总投资55亿人民币，规划总面积1400亩，是以冯小刚作品《1942》、《唐山大地震》等电影场景为建筑规划元素打造成的影视摄制基地、综合娱乐商业街区。
2015年，獲法國外交部長頒發法蘭西藝術與文學騎士勳章。
2014年到2015年他在东方卫视的喜剧节目《笑傲江湖》和浙江卫视的表演节目《我看你有戏》中任评审嘉宾。2015年在管虎执导的电影《老炮儿》中出演一位混迹于北京胡同的老混混六爷, 获得第52届金马奖最佳男主角奖、第23届北京大学生电影节最佳男演员奖以及第10屆亞洲電影大獎最佳男主角提名。2015年他监制的两部作品《命中注定》和《坏蛋必须死》分别由青年导演张皓、孙皓执导。
2015年底开拍改编自刘震云小说、由范冰冰主演的电影《我不是潘金莲》，获得第41届多伦多电影节特别展映单元国际影评人费比西奖和第64届圣塞巴斯蒂安国际电影节最佳影片金贝壳奖，2016年11月18日公映。赢得第十届亚太电影大奖最佳导演奖和第53届金马奖最佳导演奖。同年12月获得第一届澳门国际影展授予的终身成就奖。2017年3月又获得第11届亚洲电影大奖最佳电影、最佳女主角和最佳摄影三个奖。
2017年1月，在海口开拍文革及中越战争背景的文工团故事的《芳华》，於2017年12月15日上映 。中国收获好口碑和14.22亿的票房佳绩。
2018年5月，冯小刚拍摄电影《手机2》完成后，因电影设定问题，引发他与崔永元之间的一系列冲突。期间，馮小剛被崔永元爆出黑料，與黃聖依、杨子等落入陰陽合同風波，涉嫌逃稅數億元，引起社會上的強烈反響。因審查逃稅事，由導演馮小剛擔任經理的霍爾果斯美拉文化傳媒有限公司已出現清算資訊。另外有兩間由馮小剛擔任法定代表人的公司也於同年註銷。
2019年4月，冯小刚的公司因「业绩不达标」，缴纳了近7000万元的业绩补偿款，由于华谊兄弟在2015年以10.5億元收購東陽美拉股東馮小剛、陸國強合計持有的70%股權，另以7.56亿元收购浙江東陽浩瀚影視娛樂有限公司（簡稱「浩瀚影視」）70%的股權。两间公司都与华谊有业绩对赌，承诺「业绩不达标就要补款」。根据协定，2018年冯小刚公司淨利潤只得6,501萬，與業績目標1.32億有所差距，7000万的欠款也让冯小刚在2018年年末位列华谊的第三大欠款方。4月中旬，在对电影《八佰》的报道中，提及为避让冯小刚在当年9月上映的建国70周年献礼影片，电影《八佰》不得不提前上映。但未提及冯小刚新片片名。5月4日，网友爆料冯小刚在新西兰奥克兰带领剧组拍摄新片《只有芸知道》，由黄轩和杨采钰主演，為继《芳华》后兩人與馮導的再度合作。

### 2020年代
冯小刚与陈冲合作主演翻拍自日本电影的《忠犬八公》在2023年3月31日上映，讲述中华田园犬八筒与陈教授一家的感人故事。同年执导的续集电影《非诚勿扰3》在年底上映，继续由葛优与舒淇主演，并带有科幻元素，票房成绩并不理想仅有1亿元。
2025年执导的《向阳·花》由赵丽颖主演，讲述几位刑满释放的女性回归社会重生的故事。

## 家庭
冯母45岁身患癌症，47岁患脑血栓，瘫痪16年后于2001年因器官衰竭离世。冯父于2007年逝世。
冯小刚与前妻张娣育有一个女儿冯思羽（原名冯思语），冯思羽2009年考入北京电影学院制片管理系，后留学美国纽约电影学院。
他的现任妻子是女演员徐帆，两人于1999年结婚，因冯小刚患有白癜风，两人没有生育，而是领养了一个名叫朵儿的女孩。

## 相關作品
《與青春有關的日子》里佟磊饰演的王東（馮褲子）正是影射他本人。

## 作品

### 电影作品
| 年份 | 片名         | 职务                          | 备注     |
| ---- | ------------ | ----------------------------- | -------- |
| 1993 | 永失我爱     | 演员 / 导演 / 视觉特效 / 编剧 |          |
| 1997 | 甲方乙方     | 演员 / 导演 / 编剧            | 饰 钱康  |
| 1998 | 不见不散     | 导演 / 编剧                   |          |
| 1999 | 没完没了     | 导演                          |          |
| 2000 | 一声叹息     | 导演 / 编剧                   |          |
| 2001 | 大腕         | 导演 / 编剧                   |          |
| 2003 | 手机         | 导演 / 制片人                 |          |
| 2004 | 天下无贼     | 导演 / 编剧                   |          |
| 2005 | 童夢奇緣     | 演員                          |          |
| 2006 | 夜宴         | 导演                          |          |
| 2007 | 集结号       | 导演 / 制片人                 |          |
| 2008 | 非诚勿扰     | 导演 / 编剧                   |          |
| 2010 | 唐山大地震   | 导演                          |          |
| 2010 | 非诚勿扰2    | 导演 / 制片人 / 编剧          |          |
| 2012 | 一九四二     | 导演                          |          |
| 2013 | 私人订制     | 导演                          |          |
| 2015 | 老炮儿       | 男主角                        |          |
| 2016 | 我不是潘金莲 | 演员 / 导演 / 制片人          | 配音出演 |
| 2017 | 芳华         | 导演 / 制片人                 |          |
| 2019 | 只有芸知道   | 导演 / 制片人                 | 总制片   |
| 2023 | 忠犬八公     | 演员                          |          |
| 2023 | 非诚勿扰3    | 导演                          | [ 38 ]   |
| 2025 | 向阳·花      | 导演                          | [ 39 ]   |
| 待定 | 抓特務       | 導演，2024年11月開機          |          |

### 网络剧作品
| 年份 | 片名     | 职务 |
| ---- | -------- | ---- |
| 2021 | 北轍南轅 | 导演 |
| 2023 | 迴響     | 导演 |

### 书籍作品
- 《我把青春献给你》2003长江文艺出版社
- 《非诚勿扰》2008长江文艺出版社
- 《冯小刚自传》2010长江文艺出版社
- 《不省心》2013长江文艺出版社

## 奖项

### 大眾電影百花獎
| 年份   | 頒獎典禮             | 獎項         | 影片           | 結果 |
| ------ | -------------------- | ------------ | -------------- | ---- |
| 1997年 | 第20届大众电影百花奖 | 最佳影片奖   | 《甲方乙方》   | 獲獎 |
| 2002年 | 第25屆大众电影百花獎 | 最佳男演員   | 《大腕》       | 獲獎 |
| 2002年 | 第25屆大众电影百花獎 | 最佳男配角   | 《大腕》       | 獲獎 |
| 2002年 | 第25屆大众电影百花獎 | 最佳故事片獎 | 《大腕》       | 獲獎 |
| 2004年 | 第27届大众电影百花奖 | 最佳影片奖   | 《手机》       | 獲獎 |
| 2006年 | 第28届大众电影百花奖 | 最佳导演奖   | 《天下无贼》   | 提名 |
| 2008年 | 第29届大众电影百花奖 | 最佳导演     | 《集结号》     | 獲獎 |
| 2012年 | 第31届大众电影百花奖 | 最佳导演     | 《唐山大地震》 | 獲獎 |
| 2010年 | 第30届大众电影百花奖 | 最佳导演     | 《非诚勿扰》   | 獲獎 |
| 2016年 | 第33届大众电影百花奖 | 最佳男主角   | 《老炮儿》     | 提名 |

### 北京大学生电影节
| 年份   | 頒獎典禮               | 獎項           | 影片                          | 結果 |
| ------ | ---------------------- | -------------- | ----------------------------- | ---- |
| 2004年 | 第11届北京大学生电影节 | 最受欢迎导演奖 | 《手机》                      | 獲獎 |
| 2005年 | 第12届北京大学生电影节 | 最受欢迎导演奖 | 《天下无贼》                  | 獲獎 |
| 2008年 | 第15届北京大学生电影节 | 最佳影片       | 《集结号》                    | 獲獎 |
| 2008年 | 第15届北京大学生电影节 | 最佳导演奖     | 《集结号》                    | 獲獎 |
| 2011年 | 第18届北京大学生电影节 | 最受欢迎导演奖 | 《唐山大地震》、《非诚勿扰2》 | 獲獎 |
| 2011年 | 第18届北京大学生电影节 | 最佳影片奖     | 《唐山大地震》                | 獲獎 |
| 2016年 | 第23届北京大学生电影节 | 最佳男演员     | 《老炮兒》                    | 獲獎 |

### 金馬獎
| 年份   | 頒獎典禮     | 獎項         | 影片             | 結果 |
| ------ | ------------ | ------------ | ---------------- | ---- |
| 2005年 | 第42屆金馬獎 | 最佳改编剧本 | 《天下无贼》     | 獲獎 |
| 2005年 | 第42届金马奖 | 最佳剧情片   | 《天下无贼》     | 提名 |
| 2015年 | 第52屆金馬獎 | 最佳男主角   | 《老炮兒》       | 獲獎 |
| 2016年 | 第53届金马奖 | 最佳剧情片   | 《我不是潘金莲》 | 提名 |
| 2016年 | 第53届金马奖 | 最佳导演     | 《我不是潘金莲》 | 獲獎 |

### 上海影评人奖
| 年份   | 頒獎典禮           | 獎項     | 影片       | 結果 |
| ------ | ------------------ | -------- | ---------- | ---- |
| 2009年 | 第17届上海影评人奖 | 最佳导演 | 《集结号》 | 獲獎 |

### 华表奖
| 年份   | 頒獎典禮             | 獎項         | 影片           | 結果 |
| ------ | -------------------- | ------------ | -------------- | ---- |
| 2009年 | 第13届中国电影华表奖 | 优秀导演奖   | 《集结号》     | 獲獎 |
| 2009年 | 第13届中国电影华表奖 | 优秀故事片奖 | 《集结号》     | 獲獎 |
| 2011年 | 第14届中国电影华表奖 | 优秀故事片奖 | 《唐山大地震》 | 獲獎 |
| 2013年 | 第15届中国电影华表奖 | 优秀导演奖   | 《一九四二》   | 獲獎 |
| 2013年 | 第15届中国电影华表奖 | 优秀故事片奖 | 《一九四二》   | 獲獎 |

### 上海电影节
| 年份   | 頒獎典禮   | 獎項       | 結果 |
| ------ | ---------- | ---------- | ---- |
| 2011年 | 上海电影节 | 杰出贡献奖 | 獲獎 |

### 亚洲电影大奖
| 年份   | 頒獎典禮           | 獎項           | 影片             | 結果 |
| ------ | ------------------ | -------------- | ---------------- | ---- |
| 2009年 | 第3届亚洲电影大奖  | 最佳导演奖     | 《非诚勿扰》     | 提名 |
| 2011年 | 第5届亚洲电影大奖  | 最佳导演奖     | 《唐山大地震》   | 提名 |
| 2016年 | 第10届亚洲电影大奖 | 最佳男主角     | 《老炮兒》       | 提名 |
| 2016年 | 第10届亚洲电影大奖 | 十周年特别大奖 |                  | 獲獎 |
| 2017年 | 第11届亚洲电影大奖 | 最佳導演       | 《我不是潘金蓮》 | 提名 |
| 2017年 | 第11届亚洲电影大奖 | 最佳电影       | 《我不是潘金蓮》 | 獲獎 |

### 中国电影导演协会
| 年份   | 頒獎典禮              | 獎項       | 影片          | 結果 |
| ------ | --------------------- | ---------- | ------------- | ---- |
| 2012年 | 第3届中国电影导演协会 | 年度导演奖 | 《非诚勿扰2》 | 提名 |
| 2013年 | 第4届中国电影导演协会 | 年度导演奖 | 《一九四二》  | 獲獎 |
| 2016年 | 第7屆中国电影导演协会 | 年度男演员 | 《老炮兒》    | 獲獎 |

### 多伦多国际影展
| 年份   | 頒獎典禮       | 獎項                           | 影片             | 結果 |
| ------ | -------------- | ------------------------------ | ---------------- | ---- |
| 2016年 | 多伦多国际影展 | 特别展映单元国际影评人费比西奖 | 《我不是潘金莲》 | 獲獎 |

### 圣塞巴斯蒂安国际电影节
| 年份   | 頒獎典禮                     | 獎項             | 影片             | 結果 |
| ------ | ---------------------------- | ---------------- | ---------------- | ---- |
| 2016年 | 第64届圣塞巴斯蒂安国际电影节 | 最佳影片金贝壳奖 | 《我不是潘金莲》 | 獲獎 |

### 开罗国际电影节
| 年份   | 頒獎典禮             | 獎項               | 影片         | 結果 |
| ------ | -------------------- | ------------------ | ------------ | ---- |
| 2000年 | 第24届开罗国际电影节 | 最佳影片金金字塔奖 | 《一声叹息》 | 獲獎 |
| 2000年 | 第24届开罗国际电影节 | 最佳编剧奖         | 《一声叹息》 | 獲獎 |

### 平壤国际电影节
| 年份   | 頒獎典禮             | 獎項     | 影片       | 結果 |
| ------ | -------------------- | -------- | ---------- | ---- |
| 2008年 | 第11届平壤国际电影节 | 最佳导演 | 《集结号》 | 獲獎 |

### 澳门国际电影节
| 年份   | 頒獎典禮            | 獎項       | 影片       | 結果 |
| ------ | ------------------- | ---------- | ---------- | ---- |
| 2015年 | 第7届澳门国际电影节 | 最佳男主角 | 《老炮儿》 | 提名 |

### 香港电影金紫荆奖
| 年份   | 頒獎典禮               | 獎項     | 影片         | 結果 |
| ------ | ---------------------- | -------- | ------------ | ---- |
| 2005年 | 第10届香港电影金紫荆奖 | 最佳导演 | 《天下无贼》 | 提名 |

### 中国电影金鸡奖
| 年份   | 頒獎典禮             | 獎項     | 影片             | 結果 |
| ------ | -------------------- | -------- | ---------------- | ---- |
| 1991年 | 第11届中国电影金鸡奖 | 最佳编剧 | 《遭遇激情》     | 提名 |
| 1993年 | 第13届中国电影金鸡奖 | 最佳编剧 | 《大撒把》       | 提名 |
| 2009年 | 第27届中国电影金鸡奖 | 最佳导演 | 《集结号》       | 獲獎 |
| 2011年 | 第28届中国电影金鸡奖 | 最佳导演 | 《唐山大地震》   | 提名 |
| 2013年 | 第29届中国电影金鸡奖 | 最佳导演 | 《一九四二》     | 提名 |
| 2017年 | 第31届中国电影金鸡奖 | 最佳导演 | 《我不是潘金莲》 | 獲獎 |

### 华语电影传媒大奖
| 年份   | 頒獎典禮               | 獎項                   | 影片         | 結果 |
| ------ | ---------------------- | ---------------------- | ------------ | ---- |
| 2002年 | 第2届华语电影传媒大奖  | 最佳导演奖             | 《大腕》     | 提名 |
| 2002年 | 第2届华语电影传媒大奖  | 最佳影片奖             | 《大腕》     | 提名 |
| 2004年 | 第4届华语电影传媒大奖  | 最佳导演奖             | 《手机》     | 提名 |
| 2004年 | 第4届华语电影传媒大奖  | 最佳影片奖             | 《手机》     | 提名 |
| 2004年 | 第4届华语电影传媒大奖  | 传媒评审团奖           | 《手机》     | 獲獎 |
| 2005年 | 第5届华语电影传媒大奖  | 百家传媒年度致敬电影人 |              | 提名 |
| 2005年 | 第5届华语电影传媒大奖  | 最佳影片奖             | 《天下无贼》 | 提名 |
| 2008年 | 第8届华语电影传媒大奖  | 百家传媒年度致敬电影人 |              | 提名 |
| 2011年 | 第11届华语电影传媒大奖 | 百家传媒年度致敬电影人 |              | 提名 |
| 2013年 | 第13届华语电影传媒大奖 | 百家传媒年度致敬电影人 |              | 提名 |
| 2016年 | 第16届华语电影传媒大奖 | 最佳男主角奖           | 《老炮儿》   | 獲獎 |

### 其他
- 新中国60年文艺界十大影响力人物。

## 争议

### 電影植入廣告
馮小剛的多部電影都有植入廣告。他說:「在看電影悲傷的時候，廣告能稍微緩和情緒。」如《唐山大地震》，地震只有二十三秒，卻植入近億元的商業廣告，包括劍南春，工商銀行，寶馬汽車，中國人壽等。

### 批判明星缺席导演会
2011年1月，两岸三地导演会在三亚召开，曾想邀请数十位明星前来捧场助威，但无一出席。冯小刚在微博上抱怨，“为此项差旅费，多位导演搭上人情筹措资金。原来还担心明星来多了费用不够，未曾预料，时至今日竟无一位明星应邀出席。想问，是这一百多位导演的面子太薄，还是明星们太现实？”
冯小刚之后更新微博，“前条微博发出后，陈坤、周迅、张静初等都发信给导演说明因拍摄无法分身。在此一并感谢与理解。上午开会获悉王志文已确定出席，在场导演全体向志文致以掌声。几大制片公司老板已陆续到会并联合赞助了导演会费用，张国立老板也亲临并捐出10万大洋，歌手李健、尚文婕、水木年华也都辞去商演免费为13日的闭幕演唱”。

### 提议恢复部分繁体字
2015年两会召开期间，作为政协委员的冯小刚和張國立提议恢复部分繁体字的使用，引起网络热议。。

### 抨擊萬達
2016年11月18日，冯小刚在微博发表致万达董事长王健林公开信，称《我不是潘金莲》遭到万达封杀，並“祝”万达垄断中國電影大业早成。
王健林之子，万达集团董事王思聪在微博回应道：“冯大导演，麻烦你说话别那么阴阳怪气的，听着恶心。本来两家私企的恩怨应该是两家公司的事情，怎就因为你是大导演就能煽动网络群众和舆论来喷我们了？”并强调，如果影片质量高的话，万达自然会提高排片量。
对于王思聪，冯小刚再回覆道，正是“由于王思聪对于挖墙皮的不悦，导致不看好这部电影，才导致了万达对电影的低排片。”

### 与崔永元的恩怨
2018年5月11日，得知电影《手机2》正在拍摄的前中国中央电视台主持人崔永元在微博上重提因电影《手机》而与导演冯小刚、编剧刘震云等人的恩怨。崔永元在接受采访时表示，《手机》是对他人格的侮辱，给家人及同事带来了伤害。之后，崔永元爆出冯小刚在洛杉矶拥有两间豪宅，还涉嫌税务问题。冯小刚最初没有正面回击崔永元，但后来还是于7月11日发布微博提出十个问题，大骂崔永元是“不愿意退出历史舞台的嚼过三遍的甘蔗渣”，正式作出回击。受此影響，馮小剛在賈樟柯電影《江湖兒女》中的客串戏份全部被刪。

### 移民传闻
2022年10月，冯小刚将微博内容设置为仅半年可见，有传闻称冯小刚和徐帆夫妇移民美国，引发舆论热议。冯小刚对此发布朋友圈予以否认，并表示“在国内又有事业，电影拍的都是家国情怀，国家也有恩于我，我移哪门子民呢？感谢朋友们关心，回来聚。”